# Gabriel Piscociu
Gabriel-Cristian Piscociu (n. 24 noiembrie 1968, orașul Ploiești, județul Prahova) este un expert în relații internaționale și relații cu mass-media, care îndeplinește în prezent funcția de consilier de stat pe probleme cetățenești la Departamentul pentru Relația cu Autoritățile Publice și Societatea Civilă al Administrației Prezidențiale (din 2005).

## Biografie
Gabriel-Cristian Piscociu s-a născut la data de 24 noiembrie 1968, în orașul Ploiești (județul Prahova). A absolvit Facultatea de Istorie din cadrul Universității București (1992), apoi studii postuniversitare la Școala Națională de Studii Politice și Administrative, secția Relații Internaționale (1994) și cursuri de vară de formare în activitatea diplomatică la Poiana Brașov (1993). În perioada studenției, a fost membru în Colegiul Director al Ligii Studenților din Universitatea București (1990-1992).
În perioada 1995-1997 a fost profesor asociat la Școala Naționala de Studii Politice și Administrative, predând cursurile de Diplomație și Relații internaționale (1815-1990). Începând din anul 1997 lucrează în cadrul Guvernului României, îndeplinind următoarele funcții: expert în cadrul Departamentului Purtătorului de Cuvânt și Relațiilor cu Presa (1997), director al Direcției de Relații cu Presa din cadrul Guvernului (iulie 1997 - martie 2000), director al Direcției Relații cu Publicul din cadrul Guvernului (martie 2000 – mai 2004), director al Direcției Relatii cu Publicul în cadrul Ministerului Informațiilor Publice, cu aceleași atribuții (ianuarie 2001 – mai 2004) și director-adjunct la Direcția Relații cu Publicul în cadrul Cancelariei Primului-Ministru (mai 2004 – februarie 2005).
Începând din februarie 2005, Gabriel Piscociu lucrează în funcția de Consilier de Stat pentru Probleme cetățenești la Departamentul pentru Relația cu Autoritățile Publice și Societatea Civilă din cadrul Administrației Prezidențiale. 
Gabriel Piscociu vorbește limba franceză. El este căsătorit.

## Lucrări publicate
- Sfârșitul dictaturii (Ed. Oltenia, 1991) - coautor